# Габрник (Шкоцян)
Габрник (словен. Gabrnik) — поселення в общині Шкоцян, регіон Південно-Східна Словенія, Словенія.